# مركز الاختبارات الطبية للملاحة الجوية
مركز الاختبارات الطبية للملاحة الجوية هي مؤسسة عمومية تونسية أسست في 1985 وتتبع لوزارة النقل ووزارة الدفاع الوطني التونسيتين.

هدف المركز هو الاختيار والمراجعة الطبية الدورية وتقييم المرشحين في الملاحة الجوية من العسكريين والمدنيين وفقا للمعايير. كما يجري دراسات حول تقنيات وإجراءات الفحص الخاصة بالتقييم الطبي للأطقم الجوية وتدريب الخبراء الطبيين والموظفين الطبيين لممارسة هذا التخصص.

## النشاطات
المنصة الفنية للمركز تتكون من:
- قسم للطب العام
- قسم لطب الأنف والأذن والحنجرة
- قسم لطب النفس والأعصاب
- قسم لفحص وظائف الرئة وطب القلب
- قسم لعلم الأشعة
- قسم لطب الأسنان
- قسم المخابر
- حجرة الضغط العالي

## روابط خارجية
- الموقع الرسمي.